# 福爾克納山
福爾克納山（英語：Mount Falconer）是南極洲的山峰，位於維多利亞地，處於麥列倫南山和英聯邦冰川之間，海拔高度810米，由英國探險隊命名，現時由南極條約體系管理。
77°35′S 163°8′E / 77.583°S 163.133°E